# Kuniharu Nakamoto
Kuniharu Nakamoto, född 29 oktober 1959 i Hiroshima prefektur, Japan, är en japansk tidigare fotbollsspelare.